# ستيفن تشو (ممثل)
ستيفن تشو (بالصينية: 周星馳) (و. 1962  م) هو مخرج أفلام، وممثل، ومنتج أفلام، وكاتب سيناريو، وممثل هزلي، وممثل أفلام، من الصين، ولد في هونغ كونغ.

## جوائز وترشيحات
حصل على جوائز منها:
- جائزة الحصان الذهبي لأفضل مخرج [الإنجليزية]‏، عن عمل: كونغ فو هوستل (2005)[7]
- Critics' Choice Movie Award for Best Foreign Language Film [الإنجليزية]‏، عن عمل: كونغ فو هوستل (2005)
- Hong Kong Film Award for Best Actor [الإنجليزية]‏، عن عمل: شاولين سوكر (2002)
- Hong Kong Film Award for Best Director [الإنجليزية]‏، عن عمل: شاولين سوكر (2002)
- Golden Horse Award for Best Supporting Actor [الإنجليزية]‏ (1988).

ترشح لـ:
- Hong Kong Film Award for Best Film [الإنجليزية]‏، عن عمل: Journey to the West: Conquering the Demons [الإنجليزية]‏ (2014)
- جائزة هونغ كونغ السينمائية لأفضل ممثل مساعد، عن عمل: CJ7 [الإنجليزية]‏ (2009)
- Hong Kong Film Award for Best Film [الإنجليزية]‏، عن عمل: CJ7 [الإنجليزية]‏ (2009)
- Hundred Flowers Award for Best Director [الإنجليزية]‏، عن عمل: CJ7 [الإنجليزية]‏ (2008)
- جائزة الأكاديمية البريطانية للأفلام لأفضل فيلم بلغة غير الإنجليزية [الإنجليزية]‏، عن عمل: كونغ فو هوستل (2006)
- جائزة إم تي في لأفضل معركة، عن عمل: كونغ فو هوستل (2006)
- Hundred Flowers Award for Best Actor [الإنجليزية]‏، عن عمل: كونغ فو هوستل (2006)
- Hundred Flowers Award for Best Director [الإنجليزية]‏، عن عمل: كونغ فو هوستل (2006)
- Hong Kong Film Award for Best Director [الإنجليزية]‏، عن عمل: كونغ فو هوستل (2005)
- Hong Kong Film Award for Best Screenplay [الإنجليزية]‏، عن عمل: كونغ فو هوستل (2005)
- Hong Kong Film Award for Best Actor [الإنجليزية]‏، عن عمل: كونغ فو هوستل (2005)
- Critics' Choice Movie Award for Best Foreign Language Film [الإنجليزية]‏، عن عمل: كونغ فو هوستل (2005)
- Hong Kong Film Award for Best Actor [الإنجليزية]‏، عن عمل: شاولين سوكر (2002)
- Hong Kong Film Award for Best Screenplay [الإنجليزية]‏، عن عمل: شاولين سوكر (2002)
- Hong Kong Film Award for Best Director [الإنجليزية]‏، عن عمل: شاولين سوكر (2002)
- Hong Kong Film Award for Best Actor [الإنجليزية]‏، عن عمل: A Chinese Odyssey Part Two: Cinderella  [لغات أخرى]‏ (1996)
- Hong Kong Film Award for Best Actor [الإنجليزية]‏، عن عمل: From Beijing with Love [الإنجليزية]‏ (1995)
- Hong Kong Film Award for Best Actor [الإنجليزية]‏، عن عمل: Justice, My Foot! [الإنجليزية]‏ (1993)
- Hong Kong Film Award for Best Actor [الإنجليزية]‏، عن عمل: Fight Back to School [الإنجليزية]‏ (1992)
- Hong Kong Film Award for Best Actor [الإنجليزية]‏، عن عمل: الكل من أجل الفوز (1991)
- جائزة هونغ كونغ السينمائية لأفضل ممثل مساعد، عن عمل: Final Justice (1988 film) [الإنجليزية]‏ (1989)
- جائزة أفلام هونغ كونغ لأفضل ممثل صاعد  [لغات أخرى]‏، عن عمل: Final Justice (1988 film) [الإنجليزية]‏ (1989).

## وصلات خارجية
- ستيفن تشو على موقع IMDb (الإنجليزية)
- ستيفن تشو على موقع ميتاكريتيك (الإنجليزية)
- ستيفن تشو على موقع روتن توميتوز (الإنجليزية)
- ستيفن تشو على موقع قاعدة بيانات الأفلام العربية
- ستيفن تشو على موقع ألو سيني (الفرنسية)
- ستيفن تشو على موقع ميوزك برينز (الإنجليزية)
- ستيفن تشو على موقع أول موفي (الإنجليزية)
- ستيفن تشو على موقع قاعدة بيانات الأفلام السويدية (السويدية)
- ستيفن تشو على موقع إن إن دي بي (الإنجليزية)
- ستيفن تشو على موقع قاعدة بيانات الفيلم (الإنجليزية)